# Vitalij Ivanovič Sevast'janov
Vitalij Ivanovič Sevast'janov (in cirillico Виталий Иванович Севастьянов; Krasnoural'sk, 8 luglio 1935 – Mosca, 5 aprile 2010) è stato un cosmonauta, politico e ingegnere sovietico.
Nacque nell'Oblast' di Sverdlovsk nell'allora RSSF Russa.

## Biografia e carriera cosmonauta

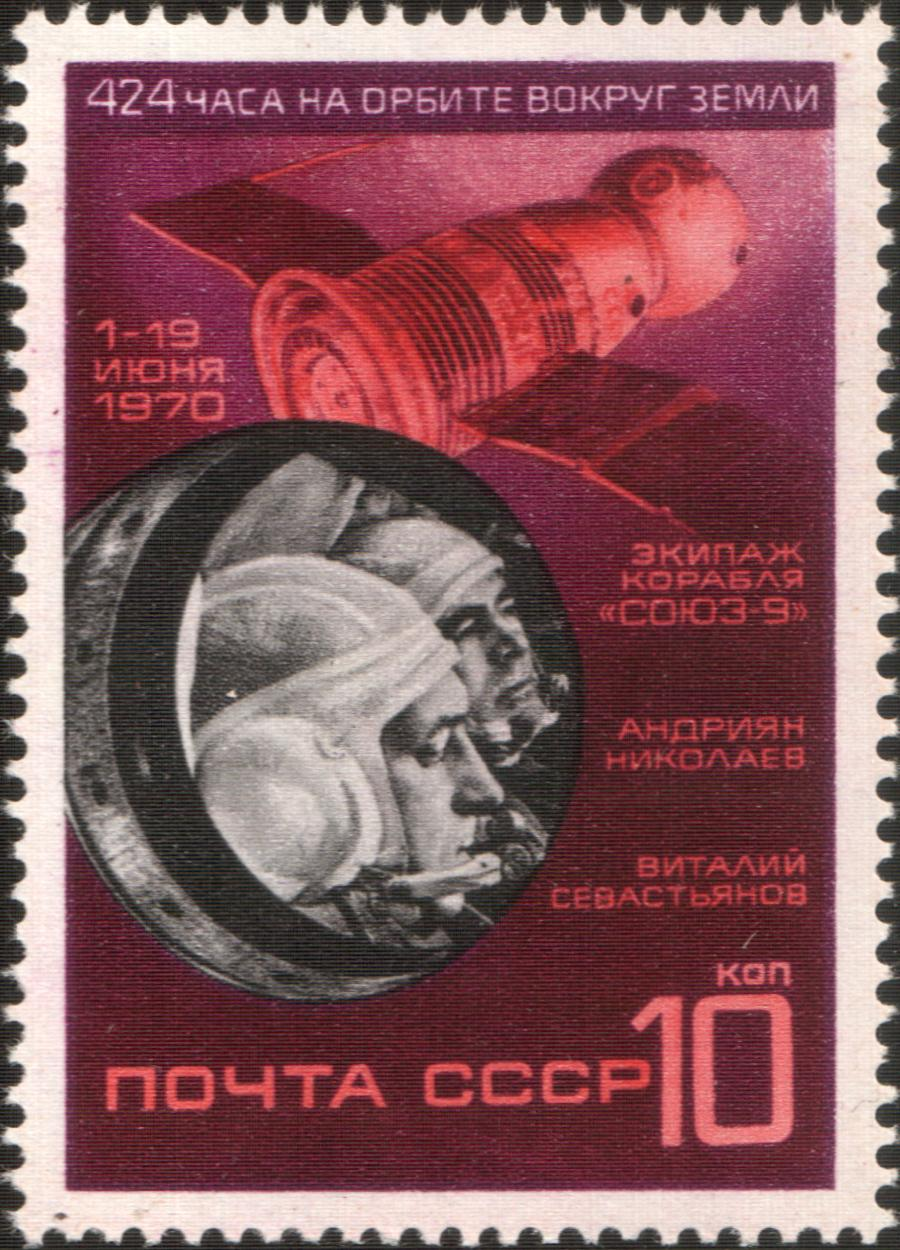
Francobollo commemorativo da 10 copechi della missione Sojuz 9 emesso nel 1970 dove viene ritratto assieme a Andrijan Grigor'evič Nikolaev.

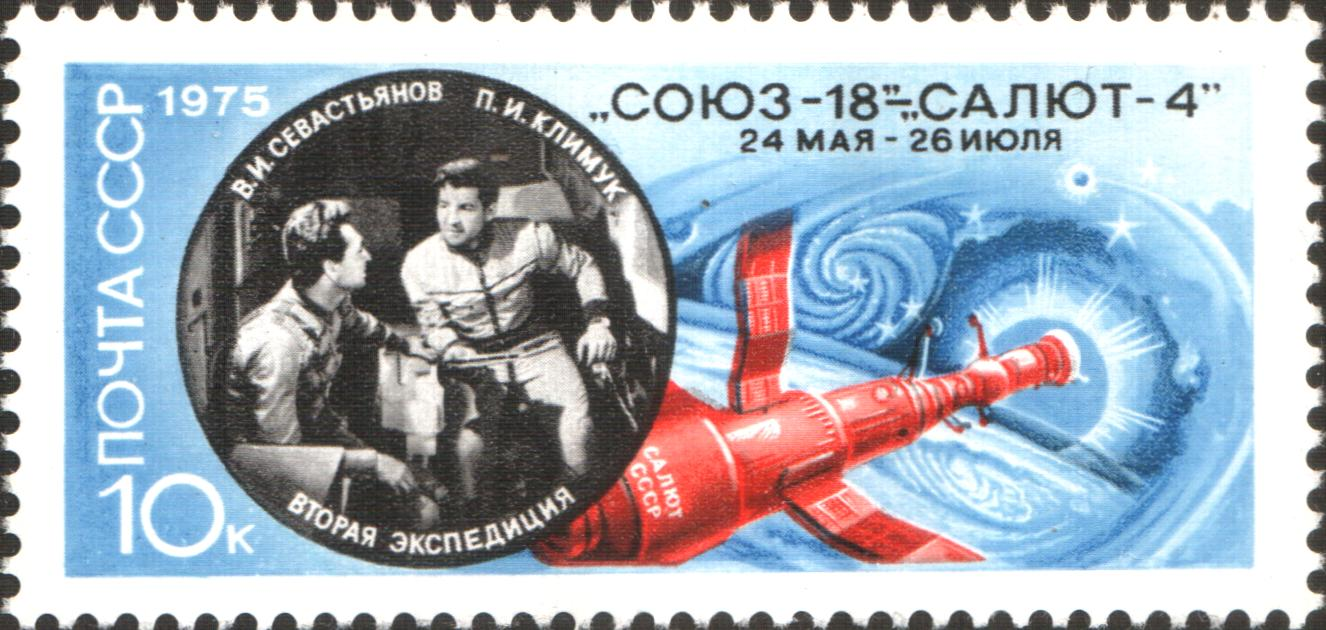
Francobollo commemorativo da 10 copechi della missione Sojuz 18 emesso nel 1975.

Dopo che Vitalij Ivanovič Sevast'janov ebbe terminato nel 1959 il suo studio della tecnica aeronautica presso l'Istituto Statale dell'avviazione di Mosca, svolse la professione di ingegnere per la costruzione di velivoli aerei presso l'ufficio di costruzione diretto da Sergej Pavlovič Korolëv. In tale incarico, partecipò fondamentalmente allo sviluppo della prima capsula spaziale per il programma Vostok. Nel 1964 ottenne il titolo di studio sovietico di "candidato delle scienze tecniche". Nel 1967 l'ingegnere Sevast'janov venne selezionato per far parte del gruppo cosmonauti del programma di allunaggio sovietico ed immediatamente iniziò con l'apposito addestramento.
Quando fu chiaro che questo programma sarebbe stato annullato definitivamente senza essere realizzato, l'"Ufficio centrale di costruzione per l'ingegneria meccanica sperimentale" (Centralnoe Konstruktorskoe Bjuro Eksperimentalnogo Mašinostroenija) assunse Sevast'janov il 27 maggio 1968 a far parte definitivamente del gruppo cosmonauti sovietici. Nel 1970 Sevast'janov poté volare per la prima volta nello spazio. Con l'incarico di ingegnere di bordo volò con la Sojuz 9 la missione di più lunga durata eseguita da una sola navicella Sojuz durante l'esecuzione di tutto il programma Sojuz. Infatti durante questo programma vennero eseguiti più voli di coppia oppure missioni verso stazioni spaziali del tipo Saljut. Al tempo della missione i due cosmonauti (venne accompagnato da Andrijan Grigor'evič Nikolaev veterano della missione Vostok 3) avevano raggiunto un nuovo record di permanenza nello spazio.
La sua seconda ed ultima missione nello spazio fu il volo della Sojuz 18, eseguito nuovamente con l'incarico di ingegnere di bordo nel 1975. Insieme al cosmonauta Pëtr Illič Klimuk formò il secondo equipaggio della stazione spaziale Saljut 4. Durante questa missione si svolse pure il programma test Apollo-Sojuz. Per questo motivo ben 7 astronauti/cosmonauti (oltre all'equipaggio di questa missione gli statunitensi Stafford, Brand e Slayton nonché i sovietici Leonov e Kubasov) si trovavano contemporaneamente nello spazio – fatto che significò un nuovo record mondiale. In seguito collaborò più volte col centro di controllo per le missioni dirette verso la stazione spaziale Saljut 6.
Terminata quest'era, Vitalij Sevast'janov passò al programma Buran prima di riprendere la professione di ingegnere edile negli anni ottanta. Com'è ovvio si dedicò in particolare allo sviluppo dell'Orbiter sovietico, tanto che, in un secondo momento poté iniziare un apposito addestramento potendo così realmente sperare in una sua nomina per una delle prime missioni di questa versione sovietica dello Space Shuttle. Quando nel 1993, dopo il crollo dell'Unione Sovietica, venne ufficializzata la cancellazione definitiva del programma Buran, senza che l'orbiter avesse portato nello spazio un equipaggio (l'unico volo orbitale si era svolto il 15 novembre 1988 privo di equipaggio durando solo 206 minuti e compiendo due orbite terrestri) pure Sevast'janov lasciò il gruppo cosmonauti con la fine di quell'anno, per la precisione il 30 dicembre.
Vitalij Sevast'janov è stato per un breve periodo presidente della Federazione Scacchistica Sovietica. Nel 1993, anno in cui lascio l'Agenzia spaziale russa, divenne membro della Duma di Stato una delle due camere del Parlamento Russo. È scomparso nel 2010 all'età di 74 anni.